# سامان یولو
سامان یولو(به ترکی استانبولی: Samanyolu) تلویزیونی خصوصی ترکیه که در سال ۱۹۹۳ توسط گروه اس تی وی افتتاح شد.

## برخی از سریال‌ها
- (به ترکی استانبولی: İki Dünya Arasında) بین دو دنیا
- (به ترکی استانبولی: Ekip 1) گروه
- (به ترکی استانبولی: Küçük Gelin) عروس کوچک
- (به ترکی استانبولی: Küçük Kıyamet) قیامت
- (به ترکی استانبولی: Sungurlar) سنبل‌ها
- (به ترکی استانبولی: Şefkat Tepe) شفکت تپه
- (به ترکی استانبولی: Sırlar Dünyası) کلید اسرار

## پخش با کیفیت بالا
از سال ۲۰۱۴ تاکنون این شبکه با کیفیت اچ‌دی و با فرکانس ۱۱۰۹۶ H ۳۰۰۰۰ ۵/۶ در حال پخش است.